# Юічіро Вада
Юічіро Вада (народився 23 жовтня 1964 ) - японський політик . Член Палата представників Японії (1-й термін), член Партія Відновлення Японії. Віце-представник Асоціації відновлення Хіого . Обіймав посаду члена міської ради Кобе (2 терміни) та члена Асамблеї префектура Хіого (5 термінів). Брав участь у Форум Вільних Народів Постросії, який відбувся в будівлі Палати представників 2 серпня 2023 рок

## Біографія
Народився в районі Нада , місто Кобе . Закінчив середню школу префектури Хіого в Кобе, Університет Васеда та закінчив аспірантуру в Університеті іноземних досліджень міста Кобе . У 1987 році, навчаючись в університеті Васеда, він сформував політичне коло «Hōshikai».
Після роботи секретарем члена Палати представників він два терміни обіймав посаду члена міської ради Кобе з 1999 року . Коли він був міським радником, він належав до Ліберально-демократичної партії  .
У липні 2005 року він був обраний незалежним кандидатом на додаткових виборах до Асамблеї префектури Хіого  .
22 листопада 2014 року він оголосив про свій намір балотуватися на 47-му загальних виборах до Палати представників від 3-го округу Хього . Спочатку він планував балотуватися як незалежний , але зрештою отримав підтримку Партії наступного покоління . На загальних виборах він програв Йосіхіро Секі з Ліберально-демократичної партії і зазнав поразки.
У квітні 2015 року він повернувся до Асамблеї префектури Хіого як незалежний депутат. Загалом він обіймав посаду префектури асамблеї п’ять термінів  .
12 листопада 2020 року він оголосив про свій намір балотуватися як кандидат від Партії відновлення Японії на наступних виборах до Палати представників  . Після цього він перейшов із фракції Ліберально-демократичної партії в асамблеї префектури у фракцію партії Ішин  .
На 49-х загальних виборах у Палату представників у жовтні 2021 року він програв Секі з перевагою в 9000 голосів, але повернувся в пропорційному блоці Кінкі, де балотувався двічі, і був обраний вперше    .

## Політичі позиції
- Займає консервативну позицію, і як член Палати представників, він каже, що докладе всіх зусиль, щоб переглянути Конституцію [6] .
- Пропрацювавши два терміни як член міської ради Кобе та п’ять термінів як член Асамблеї префектури Хіого, він пишається тим, що має довгу історію спостереження за місцевою політикою. Вада сказав: «Такі люди, як я, можуть підняти свій голос, і національні та місцеві органи влади можуть зробити краще». Я хочу мати можливість спілкуватися з ними». [6]
- Щоб підкреслити, що острови Сенкаку в префектурі Окінава є територією Японії, він разом з іншими місцевими політиками висадився на острів Уоцурі [6] .
- Він є засновником політичного гуртка Університету Васеда «Хосікай». Будучи випускником Houshikai, Вада бере участь у світських зборах та інших заходах [10] .
- Коли він був студентом, він підробляв в офісі Мунео Сузукі [6] .
- Його девіз — «Досліджуй своє життя» [6] . За словами Вади, Мунео Судзукі написав на кольоровому папері такі слова: «Ця людина виросла, борючись у великій пустелі Хоккайдо. Я вважав, що це гарні слова». [6]
- хобі — перегляд фільмів і читання [6] .
- Кількість медалей, наданих йому прихильниками, зросла, і тепер він має від 50 до 60 [6]
- Його сім'я складається з дружини, старшого сина та старшої дочки [6] .

## Діяльність
Висадка на острів Уоцурі островів Сенкаку
19 серпня 2012 року 10 осіб, у тому числі Вада та Акіхіро Судзукі, член Токійської столичної асамблеї, висадилися на острові Уоцурі на островах Сенкаку. Оскільки уряд забороняє широкій громадськості висаджуватися на острів, поліція префектури Окінави добровільно допитала його наступного дня, 20 числа. Вада заявила: «Це дивно ставити під сумнів (приземлення на власній території) порушення закону про дрібні злочини », і врешті справу було закрито   .
Після інциденту Вада сказав в інтерв’ю виданню Sankei Shimbun : «Навіть якщо його можуть звинуватити у порушенні закону про дрібні злочини, як японець, я вважаю, що злочином є невиконання свого морального обов’язку перед його діти й онуки більші». Він сказав, що вирішив зійти на берег  . За словами Вади, у водах біля островів Сенкаку було завдано великої шкоди, наприклад, рибальські сіті були розрізані китайськими рибальськими човнами, і рибалки подякували йому за «хорошу роботу», а наступного ранку після повернення до свого рідного міста Кобе 21. Хоча він виголошував промови перед вокзалом, більшість відповідей були позитивними  .
Запити щодо впровадження підручників історії в ДНЗ «Нада».
Щодо підручника з історії, прийнятого в середній школі Nada з 2016 року, Вада та член Ліберально-демократичної партії Масахіто Моріяма з Палати представників задавали такі питання, як «Чому вони прийняли цей підручник?» У підручнику згадується проблема жінок для втіх, про яку інші компанії не згадують, і міститься « Заява Коно » 1993 року, в якій тодішній головний секретар кабінету міністрів Йохей Коно висловив свої вибачення та розкаяння перед колишніми жінками для втіх. У ньому також зазначено поточну позицію уряду, згідно з якою «не виявлено жодних матеріалів, які б прямо вказували на так званий примусовий вербування військовими чи урядовцями». У відповідь на цей запит директор молодшої середньої школи Nada Маґохіро Вада висловив свою думку, сказавши: «Я не можу не відчувати, що це був політичний тиск». Однак Вада сказав: «Я розумію, що приватні школи пропонують унікальні освіта  
Участь у зустрічі Форум Вільних Народів Постросії в Токіо
Брав участь у Форум Вільних Народів Постросії, який відбувся в будівлі Палати представників 2 серпня 2023 року, і було прийнято деколонізацію та деімперіалізацію Росії, а також питання Північних територій . Разом із членами Ліберально-демократичної партії, Конституційно-демократичної партії Японії та Демократична партії народу вони підписали Токійську декларацію, яка спрямована на негайне вирішення цих питань  .

## Виноски
1. ↑  平成15年4月13日執行 - 神戸市議会議員選挙 兵庫県議会議員選挙
2. ↑  兵庫県議会議員補欠選挙 - 神戸市垂水区選挙区
3. ↑  衆院選、県議の和田有一朗氏が立候補表明　兵庫３区. 神戸新聞. 22 листопада 2014. Процитовано 3 листопада 2021.
4. ↑  ２０２１衆院選：候補者の横顔／1　1区／2区／3区　／兵庫. 毎日新聞. 26 жовтня 2021. Процитовано 3 листопада 2021.
5. ↑  次期衆院選　維新、和田県議を兵庫３区に擁立　／兵庫. 毎日新聞. 12 листопада 2021. Процитовано 3 листопада 2021.
6. 1 2 3 4 5 6 7 8 9 10  衆院選・兵庫３区　立候補者に聞く　和田有一朗氏（５７）　維・新. 神戸新聞. 23 жовтня 2021. Процитовано 3 листопада 2021.
7. ↑  【速報】衆院選兵庫３区の和田氏、比例で復活当選確実. 神戸新聞. 1 листопада 2021. Процитовано 3 листопада 2021.
8. ↑  衆議院選挙2021 兵庫(神戸・姫路など)開票速報・選挙結果. 衆議院選挙2021特設サイト. NHK. Процитовано 2021-11-1. {{cite web}}: Текст «和書» проігноровано (довідка)
9. ↑  【2021年 衆院選】近畿ブロック(比例区)開票速報. 衆議院選挙（2021年総選挙）特設サイト. 朝日新聞社. Процитовано 18 листопада 2021. {{cite web}}: Текст «和書» проігноровано (довідка)
10. ↑  【公式】早稲田大学鵬志会 ツイート（2018年7月13日午後3:35）
11. ↑  尖閣上陸10人を聴取　軽犯罪法違反容疑で八重山署. 日本経済新聞. 20 серпня 2012. Процитовано 3 листопада 2021.
12. ↑  尖閣上陸で聴取の10人、立件見送りへ. 日テレNEWS24. 20 серпня 2012. Процитовано 3 листопада 2021.
13. 1 2  「島が呼んでいた。日本の領土とアピールすべきだ」 和田・兵庫県議に単独インタビュー【ＭＳＮ産経ニュース：2012年8月23日】
14. ↑  灘中校長「教科書採用で圧力」　議員「政府筋からの…」. 朝日新聞. 18 серпня 2017. Архів оригіналу за 3 листопада 2021. Процитовано 3 листопада 2021. [Архівовано 2021-11-03 у Wayback Machine.]
15. ↑  灘中に「教科書なぜ採択」盛山衆院議員ら問い合わせ. 神戸新聞. 4 серпня 2017. Архів оригіналу за 4 серпня 2017.
16. ↑  「ロシア後の自由な民族フォーラム」東京会合開催　ロシアの脱帝国化と北方領土問題即時解決を目指す宣言採択. Укрінформ. 2 серпня 2023. Архів оригіналу за 26 травня 2024. Процитовано 5 вересня 2024. {{cite web}}: Недійсний |мертвий-url=dead (довідка)